# Mi hija falleció. ¿Cómo se la presento a mi hijo?
Mi hija falleció. ¿Cómo se la presento a mi hijo? (2020) es un cortometraje de animación de carácter documental dirigido y producido por REANIMATION. Es una pieza creada a partir del artículo que Jayson Greene escribió en la Sección de Opinión del New York Times.

## Sinopsis
Jayson Greene narra la historía de su hijo Harrison, un niño que acaba de cumplir tres años y que tiene una hermana mayor llamada Greta a la que nunca conocerá. Greta falleció cuando tenía dos años a causa del daño irreparable que la caída de un ladrillo de construcción le provocó en la cabeza.
Cuando Harrison nació, Greene y su mujer se convirtieron en los padres de un niño vivo y un espíritu. Greta fue la referencia para el cuidado de Harrison, comparaban sus horas de sueño, su comportamiento en los juegos, sus primeras palabras, sus primeros enfados. Cuenta que les encantaba cómo eran diferentes y parecidos al mismo tiempo, pero solo hasta que Harrison cumplió dos años. Ahora que tiene tres, están en territorio desconocido. 
Greene cuenta que es agridulce ver cómo Harrison hace cosas que Greta nunca hizo. A veces, dice el padre, al ver cómo crece su hijo, recuerda lo poco que podrán conocer a Greta. Cuando Harrison era un bebé, solían contarle pequeños detalles sobre Greta. Pero ahora que es mayor, el padre tiene más cuidado con lo que dice sobre ella. No es que quiera esconder su vida, sino cómo murió. Por este motivo, dejó de hablar sobre ella durante un tiempo. Sus supersticiones hicieron que no pasara cerca de edificios en construcciones por miedo a que le ocurriese lo mismo a Harrison. 
Hace poco, Harrison señaló una fotografía de Greta diciendo que era él, pero el padre le corrigió con cariño. Esa situación le hizo darse cuenta de que, en algún momento, su mujer y él tendrán que sentarse a hablar con Harrison para explicarle que tiene una hermana que no está con ellos. Se pregunta cuándo será y asegura que Greta vive dentro de Harrison y que este es consciente de que ella era una persona a la que quieren mucho.

## Temas
Este cortometraje constituye una pieza de carácter autobiográfico de Jayson Greene, que cuenta su experiencia ante la pérdida de su primera hija. El tema principal es la muerte y su silenciosa presencia, que aparecen en la figura de Greta y los miedos de sus padres.    

## Créditos
- Dirección: REANIMATION (Thomas Fage & Boris Wilmot)
- Animación: Thomas Fage, Boris Wilmot, Yann Deval
- Actores: Noam Peraya, Audray Billault, Brigitte Molenkamp
- Música: Thomas Fage
- Sonido: Fraser McCulloch
- Jefe de producción: Andrew Blackwell
- Productor ejecutivo: Adam B. Ellick

## Estilo
Este cortometraje presenta una estética que diferencia el mundo de los vivos y el mundo de Greta. Por un lado, el mundo viviente está en blanco y negro y es definido: los personajes tienen rostros. Por otro lado, Greta está formada por líneas abstractas de varios colores, que cambian de forma y longitud según su movimiento.